# FAU Stadium
Das FAU Stadium (voller Name: Howard Schnellenberger Field at FAU Stadium) ist ein College-Football-Stadion in der US-amerikanischen Stadt Boca Raton im Bundesstaat Florida. Es gehört der Florida Atlantic University (FAU) und liegt in der nördlichen Ecke des Campus. In der Sportstätte trägt die NCAA-College-Football-Mannschaft der Universität, die Florida Atlantic Owls (Conference USA), ihre Spiele aus.

## Das Stadion
Das 70 Mio. US-Dollar teure Stadion bietet auf den unüberdachten Tribünen 29.571 Sitzplätze. Auf der Haupttribüne thront ein mehrstöckiger Bau mit unter anderem 32 Logen, 24 Suites und der Pressetribüne.
Eröffnet wurde das Stadion am 15. Oktober 2011 mit einem Spiel der Florida Atlantic Owls gegen die Western Kentucky Hilltoppers. Die Hausherren feierten einen klaren 20:0-Sieg. Der Spitzname The House that Howard Built bezieht sich auf Howard Schnellenberger (1934–2021), der die Florida Atlantic Owls aufbaute und bis 2011 als Headcoach trainierte. Als Schnellenberger seine Arbeit aufnahm, sah er den Bau eines Stadions auf dem Campus als eine der vordringlichsten Aufgaben. Mangels eines eigenen Stadions traten die Owls 2001 und 2002 im Sun Life Stadium in Miami Gardens an und von 2003 bis 2010 war das Lockhart Stadium in Fort Lauderdale die Spielstätte der FAU Owls.
Für den gesamten Bau wurden 3916 Tonnen Baustahl, 400 Tonnen Aluminium und 15.800 Tonnen Beton verbaut. Die Flutlichtanlage besteht aus insgesamt 160 Scheinwerfern, die sich auf sechs Masten und dem Haupttribünenbau verteilen. Ferner wurden auf dem Stadiongelände 195 Palmen gepflanzt.

## Name
Im Februar 2013 schloss die FAU mit der ortsansässigen GEO Group, ein Unternehmen das private Gefängnisse und psychiatrische Einrichtungen betreibt, einen 12-Jahres-Vertrag über den Sponsorennamen des Stadions, ab. Die Vereinbarung sollte der Universität sechs Mio. US-Dollar einbringen. Es regte sich aber sofort Widerstand gegen die Namensgebung GEO Group Stadium. Es demonstrierten Studenten- und Bürgerrechtsgruppen gegen den Stadionnamen. Mittels einer Petition sollte die Namensänderung rückgängig gemacht werden. Zu der Zeit wurde der Begriff Owlcatraz, in Anlehnung an die berühmte Gefängnisinsel Alcatraz in der Bucht von San Francisco, geprägt. Am 1. April 2013 zog sich die GEO Group aufgrund der Proteste von der Vereinbarung zurück und das Stadion erhielt wieder den Namen FAU Stadium.
Im August 2014 erhielt das Spielfeld des FAU Stadium den Namen des früheren Trainers Howard Schnellenberger. Es trägt den vollen Namen Howard Schnellenberger Field at FAU Stadium.

## Sonstige Veranstaltungen
Auf ihrer USA-Reise 2013 trat die deutsche Fußballnationalmannschaft am 29. Mai zu einem Testländerspiel gegen Ecuador an. Nach 24 Minuten führte die DFB-Mannschaft vor 5500 Zuschauern, trotz vieler fehlender Stammspieler, schon mit 4:0, nach dem Abpfiff stand es 4:2. Lukas Podolski erzielte nach nur neun Sekunden eines der schnellsten Tore in der deutschen Länderspielgeschichte.
Zuvor feierte die US-Frauennationalmannschaft zwei Siege im FAU Stadium. Gegen China behielt sie am 15. Dezember 2012 mit 4:1 die Oberhand. Am 8. Februar 2014 feierte sie einen souveränen 7:0-Sieg gegen die Mannschaft aus Russland.
Von 2014 bis 2018 trug das Lacrosse-Franchise der Florida Launch (MLL) ihre Spiele im Stadion der FAU aus. Im Dezember 2014 war das Stadion Austragungsort des erstmals ausgetragenen Boca Raton Bowl.

## Galerie

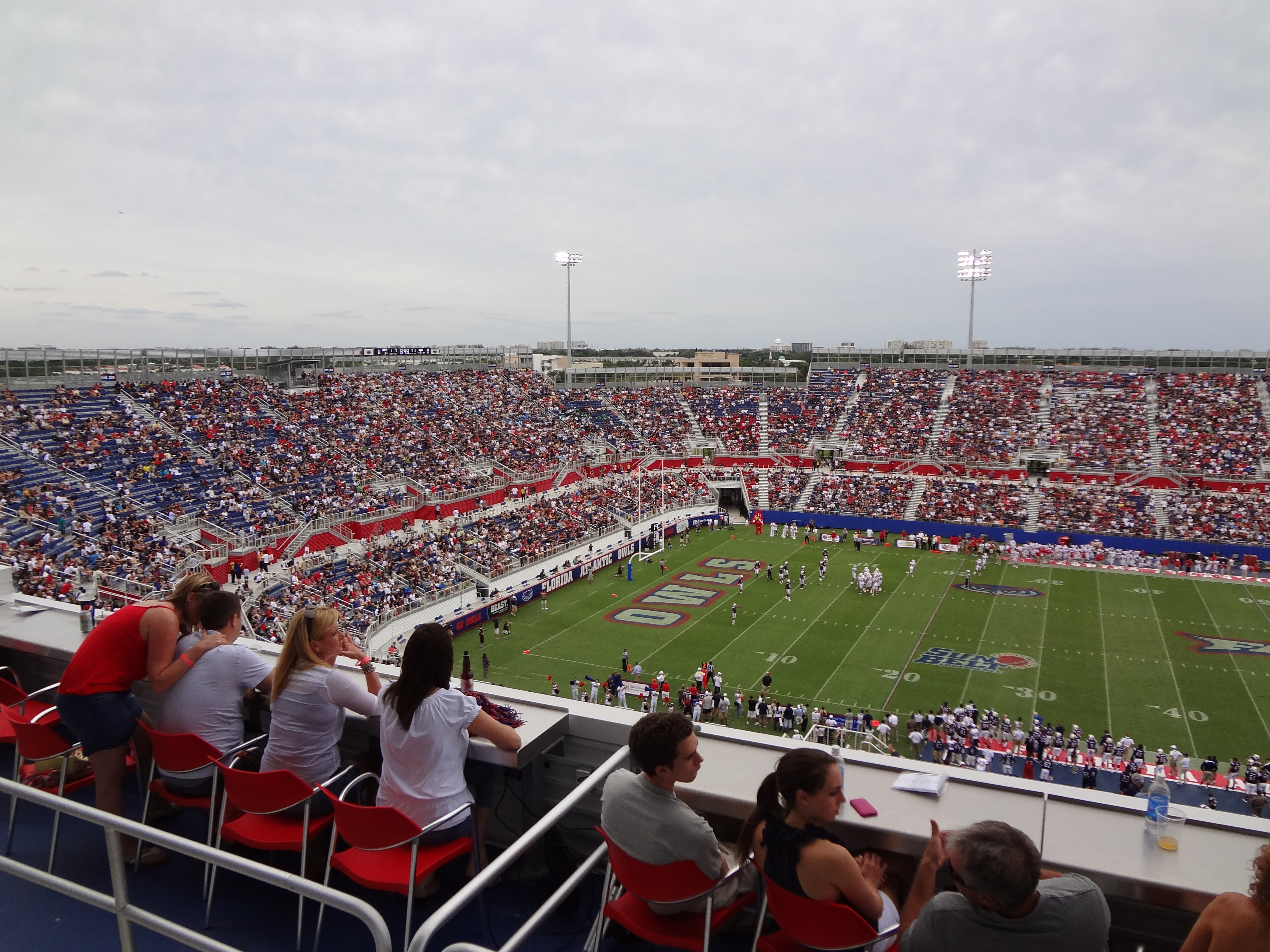
Das Stadion am Eröffnungstag
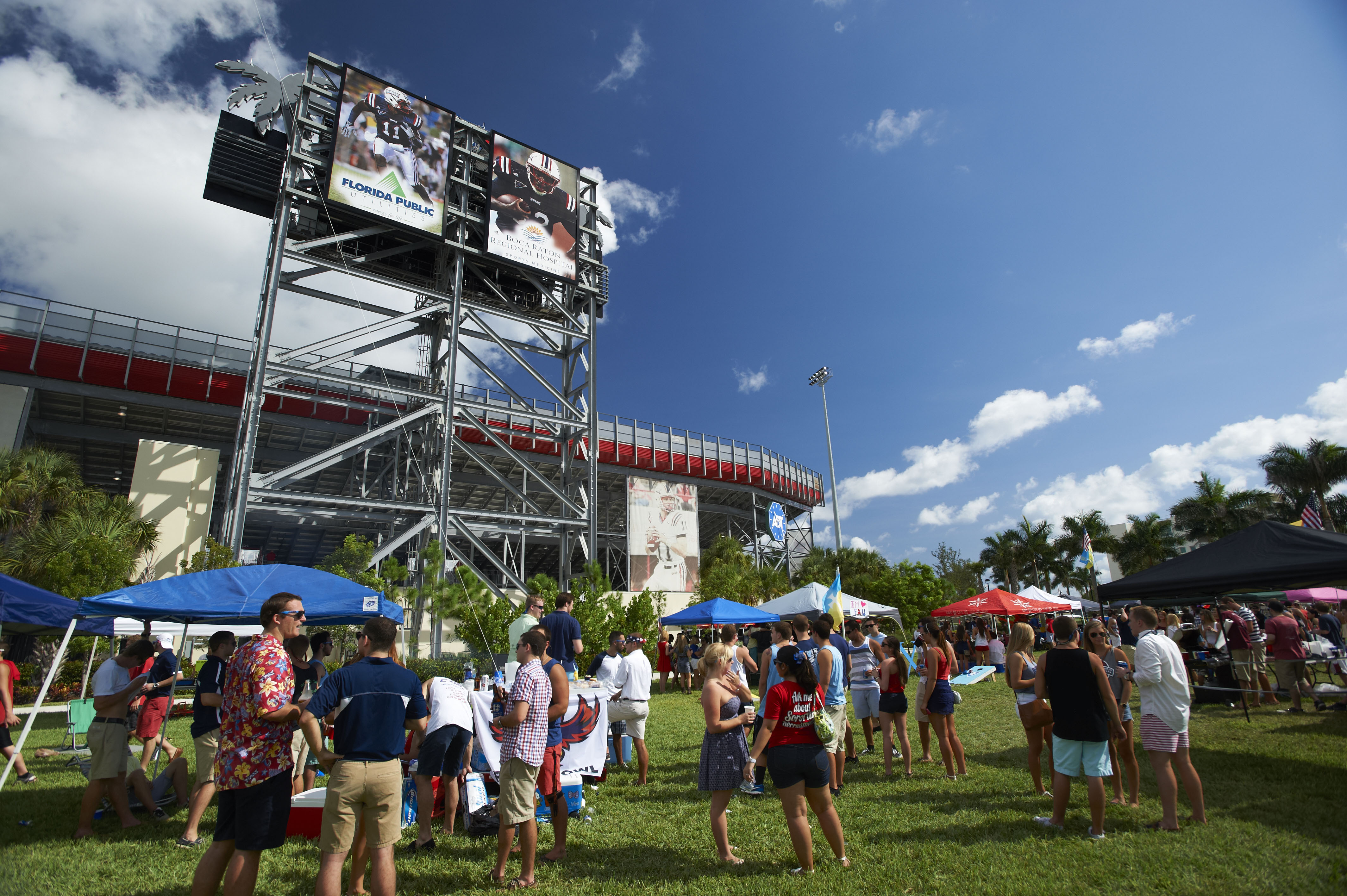
Vor dem Stadion
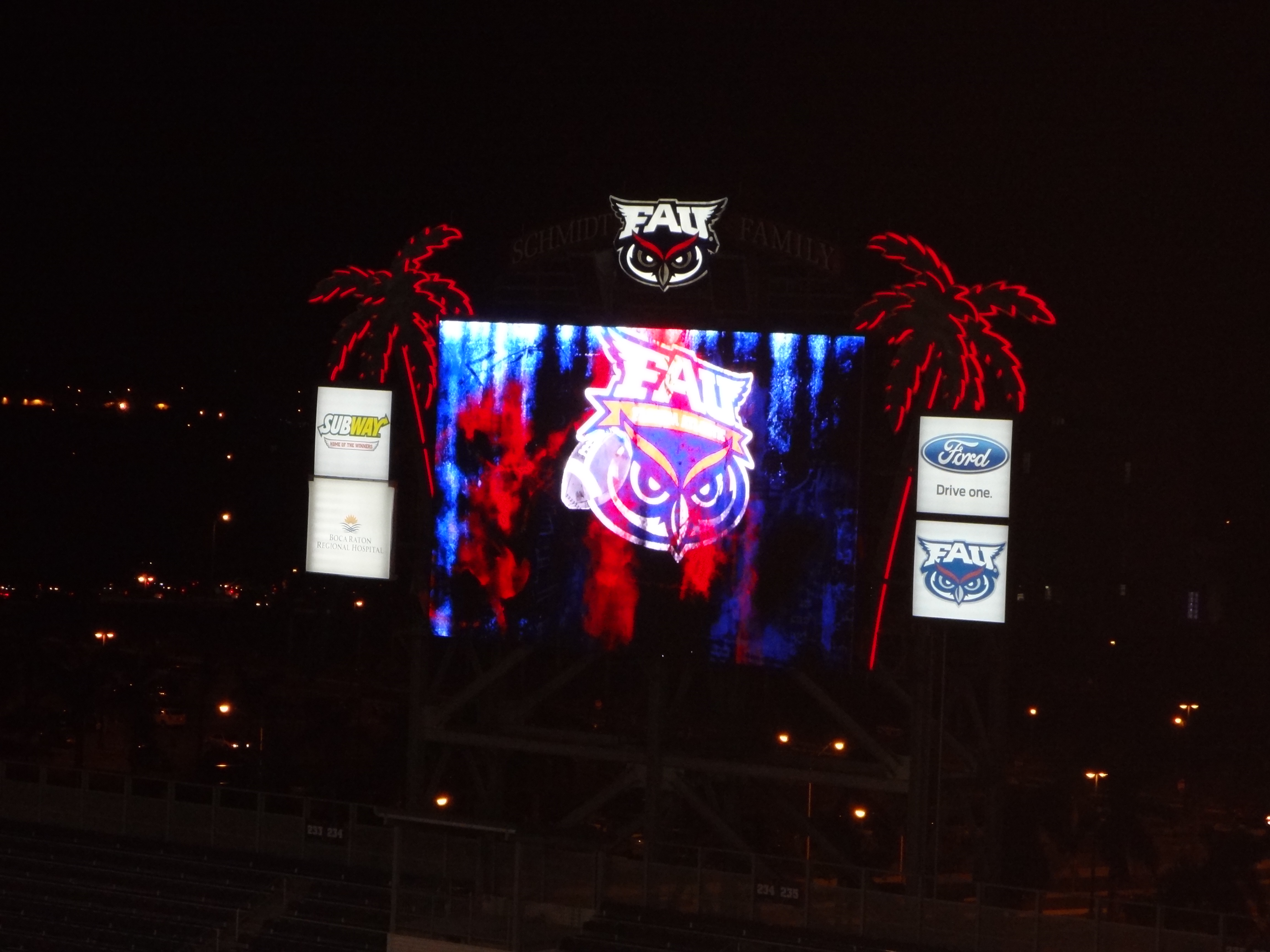
Die Stadionanzeigetafel